# Phyllanthaceae
Le Fillantacee (Phyllanthaceae Martinov, 1820) sono una famiglia di piante angiosperme dicotiledoni dell'ordine Malpighiales.

## Descrizione
Comprende specie erbacee, arbustive e arboree.

## Distribuzione e habitat
La famiglia ha una distribuzione pantropicale.

## Tassonomia
La famiglia Phyllanthaceae è stata segregata, assieme a Pandaceae, Picrodendraceae e Putranjivaceae, dalle Euphorbiaceae sensu lato, sulla base di recenti studi filogenetici. Introdotta dalla classificazione APG II comprende circa 2000 specie, in precedenza classificate, in base alla classificazione tradizionale, nella sottofamiglia Phyllanthoideae delle Euphorbiaceae, con l'eccezione dei generi Dicoelia, proveniente dalla sottofamiglia Acalyphoideae, Croizatia, precedentemente collocato nella sottofamiglia Oldfieldioideae, e Hymenocardia, precedentemente inquadrato nella famiglia Hymenocardiaceae.
La famiglia comprende 58 generi, suddivisi in 2 sottofamiglie e 10 tribù:
- Sottofamiglia Antidesmatoideae
  - Tribù Antidesmateae
    - Antidesma L.
    - Apodiscus Hutch.
    - Didymocistus Kuhlm.
    - Hieronyma Allemão
    - Hymenocardia Wall. ex Lindl.
    - Leptonema A.Juss.
    - Martretia Beille,
    - Thecacoris A.Juss.

  - Tribù Bischofieae
    - Bischofia Blume

  - Tribù Jablonskieae
    - Celianella Jabl.
    - Jablonskia G.L.Webster

  - Tribù Scepeae
    - Aporosa Blume
    - Ashtonia Airy Shaw
    - Baccaurea Lour.
    - Distichirhops Haegens
    - Maesobotrya Benth.
    - Nothobaccaurea Haegens
    - Protomegabaria Hutch.
    - Richeria Vahl

  - Tribù Spondiantheae
    - Spondianthus Engl.

  - Tribù Uapaceae
    - Uapaca Baill.

  - incertae sedis
    - Chonocentrum Pierre ex Pax & K.Hoffm.

- Sottofamiglia Phyllanthoideae
  - Tribù Bridelieae
    - Amanoa Aubl.
    - Bridelia Willd.
    - Cleistanthus Hook.f. ex Planch.
    - Croizatia Steyerm.
    - Discocarpus Klotzsch
    - Gonatogyne Klotzsch ex Müll.Arg.
    - Keayodendron Leandri
    - Lachnostylis Turcz.
    - Pentabrachion Müll.Arg.
    - Pseudolachnostylis Pax
    - Savia Willd.
    - Securinega Comm. ex A.Juss.
    - Tacarcuna Huft

  - Tribù Phyllantheae
    - Breynia J.R.Forst. & G.Forst.
    - Flueggea Willd.
    - Glochidion J.R.Forst. & G.Forst.
    - Heterosavia (Urb.) Petra Hoffm.
    - Lingelsheimia Pax
    - Margaritaria L.f.
    - Phyllanthus L.
    - Plagiocladus Jean F.Brunel
    - Synostemon F.Muell.

  - Tribù Poranthereae
    - Actephila Blume
    - Andrachne L.
    - Leptopus Decne.
    - Meineckia Baill.
    - Notoleptopus Voronts. & Petra Hoffm.
    - Phyllanthopsis (Scheele) Voronts. & Petra Hoffm.
    - Poranthera Rudge
    - Pseudophyllanthus (Müll.Arg.) Voronts. & Petra Hoffm.

  - Tribù Wielandieae
    - Astrocasia B.L.Rob. & Millsp., 1905
    - Chascotheca Urb., 1904
    - Chorisandrachne Airy Shaw, 1969
    - Dicoelia Benth., 1879
    - Heywoodia Sim, 1907
    - Wielandia Baill.